# Даніель Морелон
Даніель Морелон (фр. Daniel Morelon, 24 липня 1944) — французький велогонщик.
Олімпійський чемпіон 1968 (спринт на 1 км), 1968 (2 км на тандемах), 1972 (спринт на 1 км) років, срібний призер 1976 року в спринті на 1 км, бронзовий призер 1964 року в спринті на 1 км.
Чемпіон світу з трекових велоперегонів 1966 (спринт), 1966 (тандем), 1967 (спринт), 1969 (спринт), 1970 (спринт), 1971 (спринт), 1973 (спринт), 1975 (спринт) років, срібний призер 1964 (спринт), 1967 (тандем), 1980 (кейрін) років, бронзовий призер 1965 (спринт), 1969 (тандем), 1970 (тандем), 1971 (тандем), 1980 (спринт) років.